# Wohn- und Wirtschaftsgebäude Bauernreihe 23
Das Wohn- und Wirtschaftsgebäude Bauernreihe 23 im Marschland nördlich der Osteschleife, in der niedersächsischen Gemeinde Hechthausen-Laumühlen, Samtgemeinde Hemmoor, im Landkreis Cuxhaven, stammt vom 19. Jahrhundert.
Aktuell (2024) wird es als Wohnhaus und wohl landwirtschaftlich genutzt.
Das Gebäude steht unter Denkmalschutz (siehe auch Liste der Baudenkmale in Hechthausen).

## Geschichte und Beschreibung
Hechthausen wurde 1233 als Hekethusen zum ersten Mal erwähnt. Adelsfamilien besaßen hier mehrere Rittergüter. Das südwestliche Dorf Klint gehört seit 1972 zu Hechthausen.
Das eingeschossige giebelständige Gebäude am Ende einer längeren Zufahrt als Zweiständer-Hallenhaus in Fachwerk mit Steinausfachungen, mit reetgedecktem Krüppelwalmdach mit Uhlenloch sowie der Grooten Door mit Korbbogen, wurde 1860 (Inschrift) gebaut. Es wurde teilweise massiv erneuert  am hofseitigen westlichen Wirtschaftsgiebel im Erdgeschossbereich und am östlichen Wohnteil an der nördlichen Traufseite. An der südlichen Traufseite steht als Anbau ein Holzschuppen.
Das Landesdenkmalamt befand u. a.: „… ortsgeschichtlicher, gebäudetypischer und straßen- wie landschaftsbildprägender Zeugniswert …“